# سیارک ۲۰۲۷۱
سیارک ۲۰۲۷۱ (به انگلیسی: 20271 Allygoldberg، نامگذاری:1998FK32) بیست هزار و دویست و هفتاد و یکمین سیارک کشف شده‌است که در ۲۰ مارس ۱۹۹۸ کشف شد.
قدر مطلق سیارک برابر ۱۴٫۸ است.